# Матукова, Мария Байрамовна
Мари́я Байра́мовна Матуко́ва (30 января 1945, д. Рабак, Янаульский район, Башкирская АССР, СССР) — советский и российский музеевед, краевед, административный руководитель. Директор Национального музея Республики Марий Эл им. Т. Евсеева (1990—2006). Заслуженный работник культуры Республики Марий Эл (1995). Лауреат Государственной премии Республики Марий Эл (2001). В 2019 году награждена памятной медалью Министерства культуры, печати и по делам национальностей Республики Марий Эл «Служение народу», посвящённой 100-летию Республики Марий Эл и приуроченной памяти общественного и политического деятеля, первого председателя Марийского облисполкома И. П. Петрова.

## Биография
Родилась 30 января 1945 года в д. Рабак ныне Янаульского района Республики Башкортостан. В 1967 году окончила МГПИ им. Н.К. Крупской.
С 1968 года в Республиканском научно-краеведческом музее Марийской АССР: научный сотрудник, заведующий отделом, заместитель директора по научной части. В 1990–2006 годах — директор Национального музея Республики Марий Эл им. Т. Евсеева. 
В настоящее время заведует музеем Марийского государственного академического театра оперы и балета им. Э. Сапаева.

## Музейная деятельность
В 1978 году стала автором экспозиции отдела истории Республиканского научно-краеведческого музея Марийской АССР «Современное развитие Марийской АССР».
4 августа 1992 года по её инициативе Марийский республиканский научно-краеведческий музей был переименован в Национальный музей Республики Марий Эл, это первый в Российской Федерации музей, получивший статус «национального». Тогда же музею присвоили имя Тимофея Евсеева, внёсшего огромный вклад в его становление.
В годы работы директором Национального музея Республики Марий Эл им. Т. Евсеева по её инициативе проводились встречи в «Музейной гостиной». Почти во всех районах республики открылись филиалы Национального музея (Дом-музей Н.С. Мухина, Дом-музей Я.П. Майорова-Шкетана и др.). Является организатором клуба марийских женщин «Саскавий».
В 2001 году за создание комплекса «Марийская усадьба» на территории этнографического музея в Венгрии присуждена Государственная премия Республики Марий Эл.
По её инициативе был создан музей Марийского государственного академического театра оперы и балета им. Э. Сапаева. Собирая материалы по крупицам, она смогла придумать дизайн музея, наполнить его интересным содержанием. М. Б. Матукова продолжает изучать и собирать историю театра, выпуская новые выставки, собирая музейные экспонаты для театра, а параллельно собирать материалы для книг по другим отраслям искусства Марий Эл. Выпускала и продолжает выпускать книги в сфере марийской культуры и искусства, работает над историей национального театра. Подготовила книгу по первой национальной опере «Акпатыр» Э. Сапаева.

## Звания и награды
- Заслуженный работник культуры Республики Марий Эл (1995)[1]
- Лауреат Государственной премии Республики Марий Эл (2001)[1]
- Памятная медаль Министерства культуры, печати и по делам национальностей Республики Марий Эл «Служение народу», посвящённая 100-летию Республики Марий Эл и приуроченная памяти общественного и политического деятеля, первого председателя Марийского облисполкома И. П. Петрова (2019)[4]